# خالد الزعاق
خالد بن صالح الزعاق (1391 هـ / 1971) باحث فلكي سعودي وخبير بالأرصاد والأحوال الجوية، ومقدم فقرة تقويم على قناة العربية.

## مولده ونشأته
ولد خالد الزعاق في مدينة بريدة في منطقة القصيم في عام 1391 هـ الموافق عام 1971. وكانت أسرته تقطن حي الصباخ جنوبي مدينة بريدة، وكان مهتمًا بالظواهر الفلكية والكونية القوية من رعد وبرق منذ صغره وهذا ما دفعه لتعلم علم الفلك والعمل به.

## مؤهلاته العلمية
- بكالوريوس الشريعة وأصول الدين من جامعة الإمام محمد بن سعود الإسلامية.
- الشهادة الجامعية في هندسة الإلكترونيات الصناعية.
- حصل على إجازة فلكية من رائد الفلك في الخليج العربي الدكتور صالح العجيري.
- تتلمذ شرعيًا على يد الشيخ صالح البليهي لحفظ العقيدة الواسطية في معرفة الدليل، والشيخ الحسين لحفظ المرام والرحبية، والشيخ عبد الله الزعاق لحفظ التوحيد.[4][5][6]

## مناصبه
- مهندس بالشركة السعودية للكهرباء عام 1993.
- مهندس للعلوم عام 1998.
- رئيس مرصد الزعاق للدراسات الفلكية والجيوفيزيائية.[7]
- مشرف مرصد بريدة الفلكي في مجمع الأمير سلطان بن عبد العزيز.[8]
- عضو الاتحاد العربي لعلوم الفضاء والفلك.
- عضو الجمعية الفلكية الأردنية.
- عضو المشروع الإسلامي لرصد الأهلة.
- عضو الجمعية العربية لمتابعة الأهلة الإسلامية.[4][6]

## مؤلفاته
- تقويم الزعاق. (طباعة سنوية بعدة أشكال).
- دروس فلكية للمبتدئين.
- المعجم المفهرس لنخيل منطقة القصيم. (تحت الطبع).
- مشكلة الأهلة.. ماحلها. (تحت الطبع).
- خارطة ألمع نجوم السماء في منطقة القصيم. (تحت الطبع).[4][5]

## الجوائز
- قلادة البحث العلمي لدول مجلس التعاون الخليجي من الدكتور صالح العجيري.[5]

## وصلات خارجية
- فقرة تقويم على قناة العربية من تقديم خالد الزعاق.
- تزكية الدكتور صالح العجيري للدكتور خالد الزعاق على يوتيوب.